# ایچیجو تادایوشی
ایچیجو تادایوشی (انگلیسی: Ichijō Tadayoshi; ۲ مهٔ ۱۷۷۴ – ۵ ژوئیهٔ ۱۸۳۷) سیاستمدار، کانپاکو و سشو از ۱۸۱۴ تا ۱۸۲۳ در زمان شوگون‌سالاری توکوگاوا بود. چهاردهمین دختر او ایچیجو هیده‌کو همسر اصلی سیزدهمین شوگون توکوگاوا ایه‌سادا بود.